# Werelderfgoed in Turkije
Het Werelderfgoed in Turkije bestaat uit 22 erfgoedlocaties.
Het UNESCO werelderfgoed is samengesteld uit sites die van belang zijn voor het culturele of natuurlijke erfgoed van een land, zoals beschreven in de UNESCO World Heritage Convention, opgericht in 1972. Turkije aanvaardde het verdrag op 16 maart 1983, waardoor haar historische sites in aanmerking kwamen voor opname op de lijst. In 2021 werd de negentiende inschrijving op de werelderfgoedlijst van monumenten in Turkije toegevoegd, de lijst bevatte dat jaar al zeventien culturele sites en twee gemengde sites.
De eerste drie locaties in Turkije, de Grote Moskee en het ziekenhuis van Divriği, de historische gebieden van Istanbul en Göreme National Park en de rotssites van Cappadocië werden toegevoegd aan de lijst tijdens de 9e zitting van het Werelderfgoedcomité in 1985. De nieuwste Turkse inscripties op de werelderfgoedlijst zijn Aphrodisias in 2017,, Göbekli Tepe in 2018 en de Tell van Arslantepe in 2021.

## Werelderfgoederen

### Actuele Werelderfgoederen
Onderstaande tabel bevat de volgende informatie per erfgoed:
Naam: zoals ingeschreven door het Werelderfgoedcomité
Locatie: Provencie waar het erfgoed zich bevindt

UNESCO-data: type erfgoed en inschrijvingscriteria (i t/m vi zijn cultureel erfgoed, en vii t/m x zijn natuurerfgoed)
Opp.: oppervlakte in hectare
Jaar: Inschrijvingjaar in de werelderfgoedlijst
Beschrijving: beknopte beschrijving van het erfgoed en de redenen voor classificatie als bedreigd werelderfgoed, indien van toepassing
| Naam                                                      | Afbeelding | Locatie                                                            | UNESCO-data                     | Oppervl. (ha) | Jaar | Beschrijving |
| --------------------------------------------------------- | ---------- | ------------------------------------------------------------------ | ------------------------------- | ------------- | ---- | --- |
| Aphrodisias                                               |            | Aydın 37° 43′ NB, 28° 43′ OL                                       | Cultureel: (ii)(iii)(iv)(vi)    | 152           | 2017 | De site bestaat uit Aphrodisias en de nabijgelegen oude marmergroeven in de buurt, die rijkdom naar de oude Griekse stad hadden gebracht. |
| Archeologische site van Ani                               |            | Kars                                                               | Cultureel: (ii)(iii)(iv)        | 251           | 2016 | Gelegen nabij de Turks-Armeense grens bereikte de middeleeuwse stad Ani haar gouden eeuw in de 10e en 11e eeuw als de hoofdstad van Bagratuni Armenië, voordat het vanaf de 14e eeuw in verval raakte na een Mongoolse invasie en een grote aardbeving. |
| Archeologische site van Troje                             |            | Çanakkale 39° 57′ NB, 26° 14′ OL                                   | Cultureel: (ii)(iii)(vi)        | 158           | 1998 | Daterend meer dan vier millennia geleden en dienend als een belangrijke invloed op Homerus' Ilias en Vergilius' Aeneis, werd Troje herontdekt door Heinrich Schliemann in de late 19e eeuw, en is sindsdien een van de meest bekende archeologische vindplaatsen ter wereld. |
| Bursa en Cumalıkızık: de geboorte van het Ottomaanse rijk |            | Bursa 40° 11′ NB, 29° 4′ OL                                        | Cultureel: (i)(ii)(iv)(vi)      | 27            | 2014 | Bursa, de eerste hoofdstad van het Ottomaanse Rijk in de 14e eeuw, werd met zijn innovatieve stadsplanning een belangrijke referentiebron voor toekomstige Ottomaanse steden. Het nabijgelegen dorp Cumalıkızık, een voorbeeld van het waqf-systeem, bood ondersteuning voor de ontwikkeling van de hoofdstad. |
| Safranbolu                                                |            | Karabük 41° 16′ NB, 32° 41′ OL                                     | Cultureel: (ii)(iv)(v)          | 193           | 1994 | Safranbolu, een kruispunt voor de karavaanhandel, bloeide vanaf de 13e eeuw. De architectuur had een grote invloed op de stedelijke ontwikkeling in het Ottomaanse rijk. |
| Fort van Diyarbakır en de tuinen van Hevsel               |            | Diyarbakır 37° 54′ NB, 40° 14′ OL                                  | Cultureel: (iv)                 | 521           | 2015 | Diyarbakır is een stad van grote betekenis geweest vanaf de Hellenistische periode tot aan het heden. De site bevat de 5.800 km lange stadsmuren van Diyarbakır, evenals de Hevsel-tuinen, die de stad voorzien van voedsel en water. |
| Efeze                                                     |            | İzmir 37° 56′ NB, 27° 22′ OL                                       | Cultureel: (iii)(iv)(vi)        | 663           | 2015 | De oude Griekse stad Efeze was beroemd om een van de zeven wereldwonderen van de antieke wereld, de Tempel van Artemis, die nu in puin ligt. Nadat de stad in de 2e eeuw v.Chr. onder Romeinse controle kwam, bloeide de stad en liet het monumentale structuren achter zoals de Bibliotheek van Celsus. Het Huis van de maagd Maria en de Sint-Jansbasiliek werden vanaf de 5e eeuw belangrijke christelijke bedevaartsoorden. |
| Göbekli Tepe                                              |            | Şanlıurfa 37° 13′ NB, 38° 55′ OL                                   | Cultureel: (i)(ii)(iv)          | 126           | 2018 | Daterend uit de Prekeramisch Neolithisch tijdperk tussen het 10e en 9e millennium v.Chr., werd de site waarschijnlijk gebruikt door jager-verzamelaars voor rituele doeleinden. |
| Nationaal park Göreme en de rotsen van Cappadocië         |            | Nevşehir 38° 40′ NB, 34° 51′ OL                                    | Gemengd: (i)(iii)(v)(vii)       | 9884          | 1985 | De Göreme-vallei is beroemd om haar opvallende aardpijlerrotsformaties. De regio Cappadocië heeft ook in de rots gehouwen woningen, dorpen, kerken, ondergrondse steden en geweldige voorbeelden van post-Iconoclastisch Byzantijnse kunst. |
| Grote Moskee en Hospitaal van Divriği                     |            | Sivas 39° 22′ NB, 38° 7′ OL                                        | Cultureel: (i)(iv)              | 2016          | 1985 | Het moskee-ziekenhuiscomplex in Divriği, opgericht in het begin van de 13e eeuw, is een uniek voorbeeld van islamitische architectuur en combineert verschillende en soms contrasterende ontwerpen. |
| Hattusa: de Hettitische hoofdstad                         |            | Çorum 40° 1′ NB, 34° 37′ OL                                        | Cultureel: (i)(ii)(iii)(iv)     | 26ĉ8          | 1986 | De formele hoofdstad van het Hettitische rijk, met haar goed bewaarde stadspoorten, tempels, paleizen en het nabijgelegen rotsreservaat van Yazılıkaya. Het is een van de laatste overblijfselen van de eens dominante macht in Anatolië en noord-Syrië. |
| Hiërapolis-Pamukkale                                      |            | Denizli 37° 55′ NB, 29° 7′ OL                                      | Gemengd: (iii)(iv)(vii)         | 1077          | 1988 | De natuurlijke site van Pamukkale is beroemd om zijn visueel opvallende landschap, bestaande uit versteende watervallen, stalactieten en terrassen. De nabijgelegen stad Hierapolis, gesticht aan het einde van de 2e eeuw v.Chr., herbergt verschillende Grieks-Romeinse structuren, waaronder tempels, baden, een necropolis, evenals voorbeelden van Vroeg-christelijke architectuur. |
| Historische gebieden van Istanboel                        |            | Istanbul 41° 1′ NB, 28° 59′ OL                                     | Cultureel: (iii)(iv)(vii)       | 678           | 1985 | Istanbul is de keizerlijke hoofdstad van het Byzantijnse rijk en het Ottomaanse rijk en is al meer dan twee millennia een belangrijk politiek, religieus en cultureel centrum. De skyline, met meesterwerken zoals de Hippodroom, Hagia Sophia, de Süleymaniye-moskee en de Topkapıpaleis, getuigt van de grote architecten door de eeuwen heen. |
| Nemrut Dağ                                                |            | Adıyaman 38° 2′ NB, 38° 46′ OL                                     | Cultureel: (i)(iii)(iv)         | 11            | 1987 | Nemrut Dağ is de locatie waar koning Antiochus I (69–34 v.Chr.) van het Koninkrijk Commagene zijn eigen tempelgraf bouwde, omringd door kolossale beelden en stelae, in een van de meest ambitieuze architecturale ondernemingen uit de Hellenistische periode. |
| Neolithische site van Çatalhöyük                          |            | Konya 37° 40′ NB, 32° 50′ OL                                       | Cultureel: (iii)(iv)            | 37            | 2012 | In gebruik genomen tussen ongeveer 7400 v.Chr. en 5200 v.Chr., is de site van Çatalhöyük een van de weinige voorbeelden van een goed bewaarde neolithische nederzetting, met haar egalitaire stedelijke lay-out, woningen met daktoegang, muurschilderingen en reliëfs die een proto-stedelijke manier van leven tonen. |
| Pergamon en zijn veelgelaagde cultuurlandschap            |            | İzmir 39° 8′ NB, 27° 11′ OL                                        | Cultureel: (i)(ii)(iii)(iv)(vi) | 333           | 2014 | Opgericht in de 3e eeuw v.Chr. als de hoofdstad van de Hellenistische Attalid-dynastie, was Pergamon een van de belangrijkste steden van de antieke wereld. Na het legaat aan de Romeinen in 133 voor Christus, ondervond de stad verdere ontwikkeling en werd het bekend als een belangrijk therapeutisch centrum. |
| Selimiyemoskee en zijn sociaal comple                     |            | Edirne 41° 41′ NB, 26° 34′ OL                                      | Cultureel: (i)(iv)              | 3             | 2011 | Het Selimiye-moskeecomplex in Edirne, gebouwd in de 16e eeuw, wordt door de architect Mimar Sinan beschouwd als zijn meesterwerk en vertegenwoordigt het de hoogste prestatie van Ottomaanse architectuur. |
| Xanthos-Letoon                                            |            | Antalya en Muğla 36° 20′ NB, 29° 19′ OL                            | Cultureel: (ii)(iii)            | 126           | 1988 | De site bestaat uit twee aangrenzende nederzettingen. Xanthos, het centrum van de beschaving Lycië, heeft aanzienlijke architecturale invloeden uitgeoefend op andere steden in de regio, waarbij het Nereid Monument rechtstreeks de Mausoleum van Halicarnassus inspireerde in Karië. Letoon, een belangrijk religieus centrum in Lycië, herbergt de Letoon drietalig, die de sleutel vormde voor het ontcijferen van het lang uitgestorven Lycische taal. |
| Tell van Arslantepe                                       |            | Malatya 38° 23′ NB, 38° 22′ OL                                     | Cultureel: (iii)                | 1622          | 2021 | De Tell van Arslantepe is een kunstmatige heuvel en archeologische vindplaats in de vlakte en aan de buitenwijken van Malatya, 12 km ten zuidwesten van de rivier de Eufraat. De plaats werd naast Arslantepe ook in de recentere geschiedenis aangeduid als Melid. Archeologisch bewijsmateriaal uit de site getuigt van bewoning vanaf ten minste het 6e millennium v. Chr. tot de late Romeinse periode. |
| Gordium                                                   |            | Ankara 39° 39′ NB, 31° 59′ OL                                      | Cultureel: (iii)                | 1669          | 2023 | De archeologische vindplaats Gordium, gelegen in een open landelijk landschap, is een oude nederzetting met meerdere lagen en omvat de overblijfselen van de oude hoofdstad Phrygië, een onafhankelijk koninkrijk uit de ijzertijd. De belangrijkste elementen van deze archeologische vindplaats zijn de Citadelheuvel, de benedenstad, de buitenstad en de vestingwerken, en verschillende grafheuvels en tumuli met hun omringende landschap. |
| Houten Hypostyle-moskeeën van middeleeuws Anatolië        |            | Landelijk                                                          | Cultureel: (iii)                | 1694          | 2023 | Dit seriële pand bestaat uit vijf hypostyle-moskeeën die tussen het einde van de 13e en het midden van de 14e eeuw in Anatolië zijn gebouwd, elk gelegen in een andere provincie van het huidige Türkiye. Het ongebruikelijke structurele systeem van de moskeeën combineert een buitenschil van metselwerk met meerdere rijen houten binnenkolommen (“hypostyle”) die een plat houten plafond en het dak ondersteunen. Deze moskeeën staan bekend om het vakkundige houtsnijwerk en handwerk dat wordt gebruikt in hun bouwwerken, architectonische uitrusting en meubilair.                                                                          |
| Sardis en de Lydische tumuli van Bin Tepe                 |            | Manisa Sardis 38° 29′ NB, 28° 2′ OL Bin Tepe 38° 35′ NB, 28° 0′ OL | Cultureel: (iii)                | 1731          | 2025 | Sardis was de hoofdstad van de Lydiërs, een machtige beschaving uit de ijzertijd (8e-6e eeuw v.Chr.) die bekend stond om zijn rijkdom en vroege muntproductie. De stad had een unieke stedelijke structuur met versterkte muren, terrassen en verschillende zones, waaronder nederzettingen, heiligdommen en begraafplaatsen. Op de begraafplaats van Bin Tepe staan enkele van de grootste tumulusgraven ter wereld. De Lydiërs ontwikkelden een aparte taal en religieus systeem en werden veel genoemd in Griekse, Romeinse en Europese teksten. Na hun val bleef Sardis belangrijk onder Perzische, Griekse, Romeinse en Byzantijnse heerschappij. |

### Voorlopige nominatielijst
Behalve erfgoed dat is ingeschreven op de werelderfgoedlijst, kunnen lidstaten een voorlopige lijst opstellen met erfgoed waarvan nominatie wordt overwogen. De nominaties voor de werelderfgoedlijst worden alleen in aanmerking genomen als deze eerst zijn vermeld in deze voorlopige lijst.
| Naam                                                             | Inzending datum  | Type            | Provincie                       | Afbeelding |
| ---------------------------------------------------------------- | ---------------- | --------------- | ------------------------------- | ---------- |
| Antieke stad Aizanoi                                             | 13 april 2012    | II,IV           | Kütahya                         |            |
| Akdamar-eiland                                                   | 13 april 2015    | I,II,III,IV,VI  | Van                             |            |
| Alahan-klooster                                                  | 25 februari 2000 | I,III,IV        | Mersin                          |            |
| Alanya                                                           | 25 februari 2000 | III,IV          | Antalya                         |            |
| Anatolische Seljuks madrassa                                     | 15 april 2014    | II, IV          | (Heel Turkije)                  |            |
| Oude Stad van Anazarbus                                          | 15 april 2014    | III,IV,VI       | Adana                           |            |
| Lycië                                                            | 6 februari 2009  | III,IV          | Antalya en Muğla                |            |
| Oude Stad van Kaunos                                             | 15 april 2014    | I,II,III,IV     | Muğla                           |            |
| Oude Stad van Kibyra                                             | 13 april 2016    | III,IV          | Burdur                          |            |
| Oude Stad van Corycus                                            | 15 april 2014    | II,III,IV       | Mersin                          |            |
| Oude Stad van Stratonicea                                        | 13 april 2015    | II, IV          | Muğla                           |            |
| Archeologische site van Assos                                    | 15 april 2017    | III, IV, VI     | Çanakkale                       |            |
| Archeologische site van Kültepe-Kaneş                            | 14 april 2014    | II,III          | Kayeri                          |            |
| Archeologische site van Laodicea                                 | 15 april 2013    | II,III,IV       | Denizli                         |            |
| Archeologische site van Perge                                    | 6 februari 2009  | II              | Antalya                         |            |
| Archeologische site van Sagalassos                               | 6 februari 2009  | II, III         | Burdur                          |            |
| Archeologische site van Zeugma                                   | 13 april 2012    | II, III, IV     | Gaziantep                       |            |
| Basiliek Therma                                                  | 2 mei 2018       | IV              | Yozgat                          |            |
| Industrieel landschap van Ayvalık                                | 15 april 2017    | II,III,IV       | Balıkesir                       |            |
| Çanakkale- en Geliboluveldtochten uit het Eerste Wereldoorlog    | 15 april 2014    | VI              | Çanakkale                       |            |
| Eflatun Pınar                                                    | 15 april 2014    | III,IV,VI       | Konya                           |            |
| Eshab-ı Kehf Kulliye                                             | 13 april 2015    | III,IV          | Kahramanmaraş                   |            |
| Foça-kasteel                                                     | 15 april 2013    | III,IV          | İzmir                           |            |
| Termessos                                                        | 25 februari 2000 | Mixed           | Antalya                         |            |
| Hacı Bayram-moskee en haar omgeving                              | 13 april 2016    | IV, VI          | Ankara                          |            |
| Haji Bektash Veli complex in Hacıbektaş                          | 13 april 2012    | III, IV         | Nevşehir                        |            |
| Harran en Sanliurfa                                              | 25 februari 2000 | I,II,III,IV     | Şanlıurfa                       |            |
| Grot van Sint-Petrus                                             | 15 april 2011    | III,IV          | Hatay                           |            |
| Historische stad van Harput                                      | 2 mei 2018       | III, IV, VI     | Elazığ                          |            |
| Historische stad van Mudurnu                                     | 13 april 2015    | II, IV          | Bolu                            |            |
| Historische stad van Birgi                                       | 13 april 2012    | II, IV          | İzmir                           |            |
| Niğde                                                            | 13 april 2012    | II              | Niğde                           |            |
| Paleis van İshak Paşa                                            | 25 februari 2000 | I,III,IV        | Ağrı                            |            |
| İsmail Fakirullah tombe                                          | 13 april 2015    | IV,VI           | Siirt                           |            |
| İznik                                                            | 15 april 2014    | II,III,V        | Bursa                           |            |
| Zoutmeer                                                         | 15 april 2013    | VII,VIII,X      | Ankara                          |            |
| Karain-grot                                                      | 1 februari 1994  | III-IV          | Antalya                         |            |
| Kekova                                                           | 25 februari 2000 | Mixed           | Antalya                         |            |
| Kızılırmak Delta                                                 | 13 april 2016    | X               | Samsun                          |            |
| Konya: de hoofdstad van de Seljuk-beschaving                     | 25 februari 2000 | I, II, IV       | Konya                           |            |
| Mamure-kasteel                                                   | 13 april 2012    | IV,V            | Mersin                          |            |
| Mardin                                                           | 25 februari 2000 | II, III, IV     | Mardin                          |            |
| Niksar: de hoofdstad van de Danishmend-dynastie                  | 2 mei 2018       | III, IV, VI     | Tokat                           |            |
| Nuruosmaniye-moskee                                              | 13 april 2016    | II, III, IV     | Istanbul                        |            |
| Mausoleum en heilige gebied van Hekatomnos                       | 13 april 2012    | I,III,IV        | Muğla                           |            |
| Middeleeuwse stad Beçin                                          | 13 april 2012    | II              | Muğla                           |            |
| De berg Harşena en de rotsgraven van de Pontische koningen       | 13 april 2015    | III,IV,VII      | Amasya                          |            |
| Bergachtig Frygië                                                | 13 april 2015    | II,III,IV       | (West-Turkije)                  |            |
| Odunpazarı                                                       | 13 april 2012    | III,IV          | Eskişehir                       |            |
| Seljuk Karavanserai op de route van Denizli naar Dogubeyazit     | 25 februari 2000 | II, III, IV     | (Heel Turkije)                  |            |
| St. Nicholaaskerk                                                | 25 februari 2000 | III,IV          | Antalya                         |            |
| Pauluskerk                                                       | 25 februari 2000 | II,III,IV       | Mersin                          |            |
| Sultan Bayezid II Complex: een centrum voor medische behandeling | 13 april 2016    | II, IV, VI      | Edirne                          |            |
| Sümelaklooster                                                   | 25 februari 2000 | I,III,          | Trabzon                         |            |
| Oude Stad van Sardis                                             | 15 april 2013    | I,II,III        | Manisa                          |            |
| Graf van Ahi Evren                                               | 15 april 2014    | III,VI          | Kırşehir                        |            |
| Petrusburcht                                                     | 13 april 2016    | II, III, IV     | Muğla                           |            |
| Malabadi-brug                                                    | 13 april 2016    | II, IV, VI      | Diyarbakır                      |            |
| Uzunköprü-brug                                                   | 13 april 2015    | III;IV          | Edirne                          |            |
| Theater en aquaducten van de Oude Stad van Aspendos              | 13 april 2015    | I,II,IV         | Antalya                         |            |
| De grafstenen van Ahlat de Urartiaanse en Ottomaanse citadel     | 25 februari 2000 | I,III           | Bitlis                          |            |
| Handelsposten en vestingwerken op Genuese handelsroutes          | 15 april 2013    | II,IV           | (7 forten nabij de Turkse kust) |            |
| Tushpa                                                           | 13 april 2016    | II, III, IV, VI | Van                             |            |
| Yesemek steengroeven en beeldhouwkunst                           | 13 april 2012    | II,III          | Gaziantep                       |            |
| Vespasianus Titus-tunnel                                         | 15 april 2014    | I,IV            | Hatay                           |            |
| Yıldız-paleis                                                    | 13 april 2015    | II,III,IV       | İstanbul                        |            |
| Yivliminare-moskee                                               | 13 april 2016    | II, IV          | Antalya                         |            |
| Zeynel Abidin-moskee en Kerk van Sint-Jacob van Nisibis          | 15 april 2014    | III,IV          | Mardin                          |            |

Nationaal park Göreme en de rotsen van Cappadocië ·
Grote Moskee en Hospitaal van Divrigi ·
Historische gebieden van Istanboel ·
Hattusha, hoofdstad van de Hittieten ·
Nemrut Dağı · 
Hierapolis en Pamukkale · 
Xanthos-Letoon ·
Safranbolu ·
Archeologisch Troje ·
Selimiye-moskee en zijn sociaal complex ·
Site van Çatal Hüyük ·
Bursa en Cumalıkızık: de geboorte van het Ottomaanse Rijk ·
Pergamon en zijn veelgelaagde cultuurlandschap ·
Cultuurlandschap van het Fort van Diyarbakır en de tuinen van Hevsel ·
Efeze ·
Archeologische site van Ani·
Aphrodisias ·
Göbekli Tepe ·
Tell van Arslantepe · 
Sardis en de Lydische tumuli van Bin Tepe